# Eakin Creek Canyon Provincial Park
Der Eakin Creek Canyon Provincial Park ist ein nur rund 10 Hektar (ha) großer Provincial Park im Zentrum der kanadischen Provinz British Columbia. Der Park gehört zu der Gruppe von nur rund 5 % der Provincial Parks in British Columbia, die eine Fläche von 10 ha oder weniger haben.
Einige Kilometer entfernt, ebenfalls am „Eakin Creek“, findet sich der deutlich größere Eakin Creek Floodplain Provincial Park. Der „Eakin Creek“, welcher beide Parks verbindet, mündet etwas weiter abwärts indirekt in den North Thompson River.

## Anlage
Der Park liegt am namensgebenden „Eakin Creek“ im Thompson-Nicola Regional District, im Bereich des nördlichen Interior Plateau. Der Park liegt etwa 4 km nordnordwestlich von Little Fort und ist von dort über den Highway 24 sowie eine geschotterte Piste zu erreichen. Der „Eakin Creek“ durchfließt im Park eine schmale Schlucht mit steilen Wänden, daher „Eakin Creek Canyon“, mit einem natürlichen Felsentunnel und einem kleinen, etwa acht Meter hohen Wasserfall.
Mit dem Biogeoclimatic Ecological Classification (BEC) Zoning System wird das Ökosystem von British Columbia in verschiedene biogeoklimatische Zonen eingeteilt. Biogeoklimatische Zonen zeichnen sich durch ein grundsätzlich identisches oder sehr ähnliches Klima sowie gleiche oder sehr ähnliche biologische und geologische Voraussetzungen aus. Daraus resultiert in den jeweiligen Zonen dann grundsätzlich auch ein sehr ähnlicher Bestand an Pflanzen und Tieren. Innerhalb dieser Systematik wird der Park der Interior Douglas-Fir Zone mit der Subzone Moist Warm (IDFmw) zugeordnet.
Bei dem Park, der am 30. April 1996 eingerichtet wurde, handelt es sich um ein Schutzgebiet der Kategorie II (Nationalpark).
Wie bei allen Provinzparks in British Columbia gilt auch für diesen, dass er lange bevor die Gegend von europäischen Einwanderern besiedelt oder sie Teil eines Parks wurde Jagd- und Siedlungsgebiet verschiedener Stämme der First Nations, hier der Secwepemc, war. Archäologische Funde wurden im Park bisher jedoch nicht dokumentiert.

## Tourismus
Der Park verfügt über keine touristische Infrastruktur. Touristische Attraktion des Parks sind der Felstunnel und der Wasserfall.